# Alberto II della Scala
Alberto II della Scala (Verona, 1306 – Ibídem, 13 de septiembre de 1352) fue señor Scaligeri de Verona y Vicenza entre 1329 y su muerte.

## Biografía
Alberto II fue señor de Verona desde 1329 hasta su muerte. Perteneció a la famosa dinastía de los Scaligeri, la casa gobernante de Verona.
Era hijo de Alboino I della Scala y Beatrice da Correggio. En 1335 tomó posesión de Parma y ocupó Reggio, entregándosela a los Gonzaga. En 1341 intentó, sin éxito, derrocar el señorío de los Gonzaga. 
Cogobernó con su hermano Mastino II della Scala hasta 1351, pero en realidad fue su hermano quien mantuvo el poder.
Después de su muerte en Verona en 1352, fue sucedido por los hijos de Mastino II, Cangrande II y Cansignorio della Scala.
El 3 de junio de 1351, Mastino II falleció tras una breve enfermedad a los 43 años. Dejó a su viuda, Taddea, y seis hijos legítimos: tres hijas y tres hijos legítimos: Canfrancesco (posteriormente conocido como Cangrande II), Cansignorio y Paolo Alboino. 
Desde 1339, el nombre y la firma de Alberto II ya no aparecen en los documentos oficiales, y su participación en el señorío fue tan escasa que el pueblo, reunido el 4 de junio de 1351 en la Piazza delle Erbe, proclama a los tres hijos de Mastino II co-señores de Verona. 
De hecho, solo Cangrande II ejerce el poder; su hermano Cansignorio tiene solo once años y Paolo Alboino es aún un niño pequeño. Alberto, quien dio su consentimiento a la sucesión, se retira definitivamente de la vida pública y muere el 24 de septiembre de 1352.

## Descendientes
Alberto se casó con Inés, hija de Enrique II, conde de Gorizia, pero no tuvieron hijos legítimos.
Tuvo dos hijas naturales, NN (?-1351) y Alboina (?-1392), monja.

## Sucesión
| Predecesor: Cangrande I della Scala (1308-1329) | Señor de Verona y Vicenza 1329 - 1352 | Sucesor: Cangrande II della Scala (1351-1359) |

- Datos: Q212653
- Multimedia: Alberto II della Scala / Q212653